# Municipio de West Vincent
El municipio de West Vincent (en inglés: West Vincent Township) es un municipio ubicado en el condado de Chester en el estado estadounidense de Pensilvania. En el año 2000 tenía una población de 3170 habitantes y una densidad poblacional de 69 personas por km².

## Geografía
El municipio de West Vincent se encuentra ubicado en las coordenadas 40°07′43″N 75°38′38″O / 40.12861, -75.64389.

## Demografía
Según la Oficina del Censo en 2000 los ingresos medios por hogar en la localidad eran de $92 024 y los ingresos medios por familia eran de $106 223. Los hombres tenían unos ingresos medios de $70 670 frente a los $42 371 para las mujeres. La renta per cápita de la localidad era de $43 500. Alrededor del 6,8% de la población estaba por debajo del umbral de pobreza.